# Lindaliini

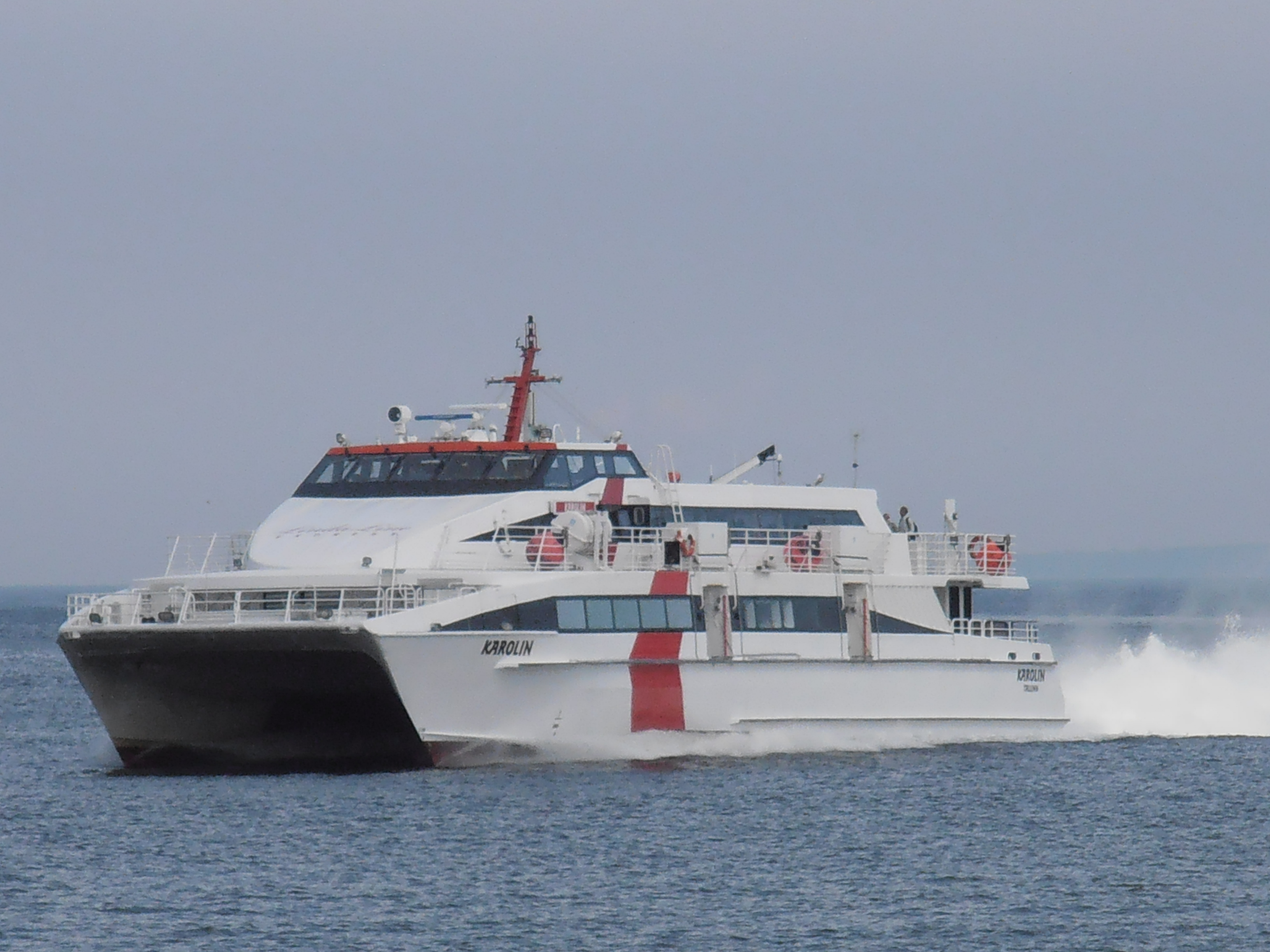
A 2009–2017 között üzemeltetett Karolin katamarán

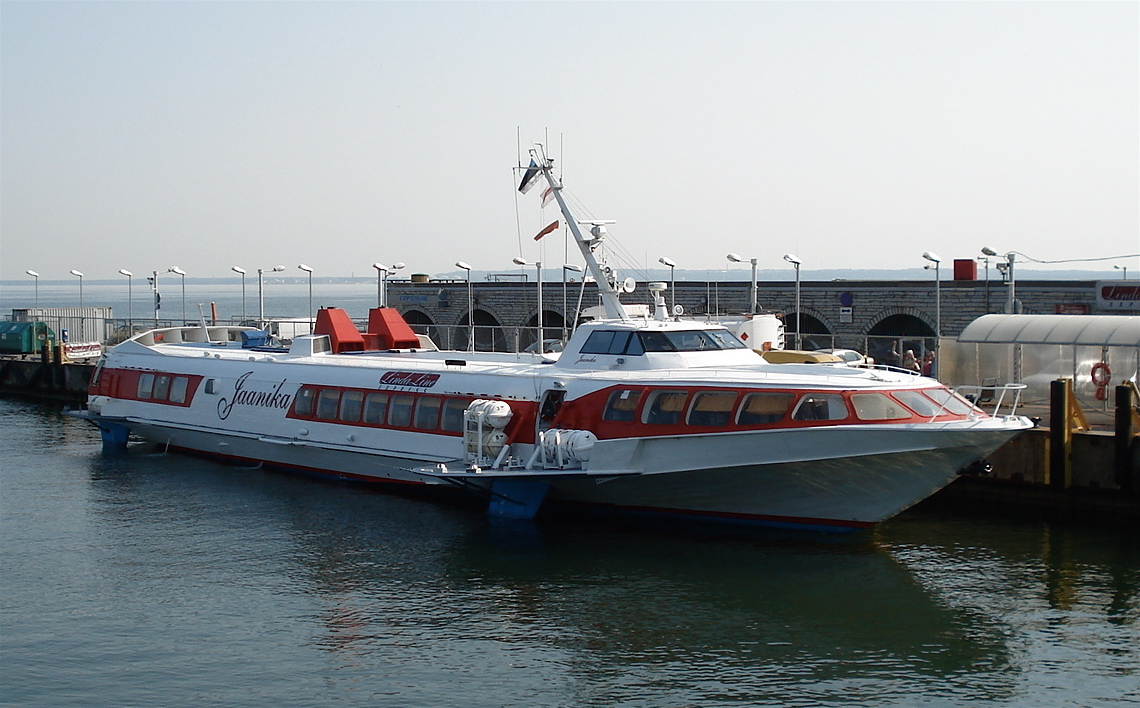
A Jaanika hordszárnyas hajó 2006-ban Tallinnban

A Lindaliini észt hajózási társaság volt, amely 1997-től 2017-ig működött és Linda Line márkanév alatt üzemeltetett hajójáratokat. A cég gyorsjárású katamarán kompjaival és hordszárnyas hajóival gyors vízi összeköttetést biztosított Tallinn és Helsinki között. Ezekkel a hajókkal felére, másfél órára rövidült a menetidő a hagyományos kompok háromórás menetidejéhez képest.

## Története
A céget az Inreko Laevad hajózási társaság utódaként alapították 1997-en. A társaság a tevékenységét gyorsjárású hajókra alapozta, amelyekkel Tallinn és Helsinki között a hagyományos kompokhoz képes rövidebb utazási időt tudott biztosítani. A cég a tevékenységét három hordszárnyas hajóval kezdte, amelyek az elődcégtől kerültek a Lindaliinihez. Ezek közül kettő Olimpija típusú tengeri hordszárnyas hajó volt (Laura és Jaanika néven), egy pedig egy Ciklon típusú kétfedélzetes tengeri szárnyashajó (Liisa néven), amelyből csak egy példány készült. A Ciklon típusú hajót már 1998-ban kivonták és eladták Görögországba. 2002–2004 között egy hordszárnyas katamaránt (Linda Express) is üzemeltettek Tallinn és Helsinki között.
A cég 2006–2007-ben megvált a másik két szárnyashajójától is. Helyettük alacsonyabb üzemeltetési költségű és jobb tengerállóságú katamaránokat szereztek be. 2008-ban a cég egy nagyobb trimarán beszerzését is tervezte. A beszerzést előbb 2009-re halasztották, majd a vásárlásra végül ismeretlen okból nem került sor. Ezt követően a cég két gyorsjárású katamaránt, a Karolin és a Merilin nevű hajókat üzemeltette. A hajójáratok állomása Tallinnban a Linnahall (Városi Csarnok) melletti kikötő, Helsinkiben a Déli kikötő volt. A katamaránok üzemeltetése is időjárásfüggő volt. A katamaránok üzemeltetését 15 m/s-nál nagyobb szélsebesség vagy 3 m-nél magasabb hullámok esetén szüneteltették.
2008 áprilisában a cég jogot szerzett a Tallinn és Aegna szigete közötti hajójárat üzemeltetésére. A cég erre a célra a Juku nevű kis személyszállító hajót üzemeltette. 2010-ben a Tallinn–Aegna vonal üzemeltetését és a hajót is a Kihnu Veeteed hajózási cég vette át.
A cég 2017-ben eladta a meglévő két katamaránját azzal a céllal, hogy újabb hajókat szereznek be. Így 2017-től a cégnek már nem volt hajója. Az új hajók beszerzése csúszott, majd a hajózási társaság 2018 májusában csődöt jelentett és később felszámolták. Megszűnése előtt, 2017-ben a hajózási társaság a Linda Line Shipping OÜ cég tulajdonában volt, melynek 10%-ban Jaanika Rohula, 90%-ban a finn Varsinais-Suomen Tukkutoimi Oy cég volt a tulajdonosa.

## Flotta
| Hajó             | Hajótípus                         | Üzemeltetés ideje | Későbbi neve     | Megjegyzés                                                                                                 |
| ---------------- | --------------------------------- | ----------------- | ---------------- | --- |
| Karolin          | katamarán                         | 2009–2017         |                  | |
| Merilin          | katamarán                         | 2007–2017         | Eldorado         | A Lindaliini legnagyobb hajója volt.                                                                       |
| Juku             | személyhajó                       | 2008–2009         |                  | A Kihnu Veeteed hajózási társasághoz került.                                                               |
| Jaanika[7]       | Olimpija típusú hordszárnyas hajó | 1997–2007         | Hermesz          | Eladták Oroszországba, a Szocsi–Trabzon vonalon közlekedett.                                               |
| Laura            | Olimpija típusú hordszárnyas hajó | 1997–2006         | Marine Princess  | Eladták Bulgáriába, Neszebar és Isztambul között közlekedett.                                              |
| Liisa            | Ciklon típusú hordszárnyas hajó   | 1997–1998         | Delfini XXX      | Eladták Görögországba. A 2000-es évek elején egy hullámtörő betonfalának ütközött, azóta üzemen kívül van. |
| Linda Express[8] | hordszárnyas katamarán            | 2002–2004         | Shi Ji Kuai Hang | A 2000-es évek elején a világ leggyorsabb tengeri személyhajója volt.                                      |